# Angiomyolipom
Angiomyolipom är en sällsynt typ av godartad njurtumör, som består av en fettsvulst med blodkärl och muskelvävnad.
Närmare 80 procent av alla patienter med den sällsynta sjukdomen tuberös skleros complex drabbas av angiomyolipom. Tumörerna består av blodkärl, muskel- och fettvävnad och anses vara den viktigaste orsaken till sjuklighet och dödlighet vid tuberös skleros complex, TSC. Detta beror alltså inte på att tumören i sig är elakartad utan istället på själva storleken av tumören, som i sin tur påverkar njurens funktion. Vid små förändringar kan man därför avvakta och göra regelbundna kontroller. Vid större förändringar kan man operera bort dessa eller den del av njuren där tumören sitter. Hos patienter utan tuberös skleros complex uppstår dessa tumörer oftast hos medelålders kvinnor. 

## Symtom
I de flesta fall ger angiomyolipom inga symtom utan upptäcks av en slump. Många fall upptäcks i samband med att patienten genomgår CT-scanning för någon typ av magproblem eller att patienten drabbas av kraftiga blödningar på grund av att en stor tumör brustit. Angiomyolipom kan orsaka njursmärtor och/eller blod i urinen.

## Orsaker
Angiomyolipom orsakas vanligtvis av en genetisk förändring (mutation) 
i TSC-1, den gen som styr bildningen av proteinet hamartin, eller TSC-2, som styr bildningen av tuberin. Båda dessa proteiner är involverade i uppkomsten av TSC. När det gäller sporadiskt (icke-ärftligt) uppkomna angiomyolipom tycks mutation i TSC-2 dominera.

## Diagnos
Röntgenundersökning kan användas för att ta reda på om det finns förändringar i njurar.

## Behandling
Behandlingen avgörs av tumörens storlek och hur allvarliga symtomen är. Patienter utan symtom och de med små tumörer behandlas vanligtvis inte; istället undersöks de regelbundet för att kontrollera om tumörerna växer. På grund av risken för att tumörer brister med allvarliga blödningar som följd, är patienter med stora tumörer aktuella för någon form av kirurgisk behandling. 
Det är känt sedan tidigare att proteinet mTOR (mammalian Target Of Rapamycine) är viktigt för att reglera celldelning, blodkärlstillväxt och cellmetabolism. Everolimus, en substans som hämmar aktiviteten av mTOR och på så vis svälter ut tumören, har visat sig ha effekt och är idag godkänt inom EU för behandling av angiomyolipom. Behandling med mTOR-hämmare krymper de angiomyolipom som kan störa njurfunktionen och förorsaka blödningar och som annars kan behöva opereras kirurgiskt.

## Prognos
Mindre omfångsrika angiomyolipom och angiomyolipom utan aneurysm,
sjukligt vidgade blodkärl, orsakar sällan problem. Emellertid kan angiomyolipom växa mycket fort, upp till fyra centimeter på ett år, och angiomyolipom som överstiger fem centimeter och/eller uppvisar aneurysm riskerar att brista vilket innebär ett akut tillstånd som kan vara livshotande. Stora angiomyolipom kan också störa njurfunktionen. 